# 齐齐哈尔医学院第五附属医院
齐齐哈尔医学院第五附属医院坐落于黑龙江省大庆市让胡路区，原称是大庆龙南医院，是齐齐哈尔医学院第一个外埠附属医院。该院始建于1994年，为三级医院。